# 托揚 (加利福尼亞州)
托揚（英語：Toyon）是位於美國加利福尼亞州卡拉韋拉斯縣的一個非建制地區。該地的面積和人口皆未知。

## 地理
托揚的座標為38°12′18″N 120°45′56″W / 38.20500°N 120.76556°W，而該地的平均海拔高度為301米（即988英尺）。